# San Luis Acatlán (kommun)
San Luis Acatlán är en kommun i Mexiko.   Den ligger i delstaten Guerrero, i den sydöstra delen av landet, 280 km söder om huvudstaden Mexico City.
Följande samhällen finns i San Luis Acatlán:
- San Luis Acatlán
- Jolotichán
- Pascala del Oro
- El Carmen
- Arroyo Cumiapa
- Potrerillo Coapinole
- Tuxtepec
- Camalotillo
- Poza Verde
- Llano Silleta
- Los Achotes
- Jicamaltepec de la Montaña
- Jicamaltepec
- La Parota
- Loma Bonita
- Cerro Limón
- Pajarito Grande
- Zentixtlahuaca
- Hondura Tigre
- Coyul
- El Paraíso
- Colonia Santa Cruz el Mesón
- Rancho Abdías Acevedo
- Renacimiento
- El Mesón
- Arroyo Hoja de Venado
- Arroyo Limón
- Nejapa
- Los Pinos